# Publi Herenni Dexip
|  | Per a altres significats, vegeu «Dexip». |

Publi Herenni Dexip (en llatí Publius Herennius Dexippus, en grec Δέξιππος) fou un retòric i historiador grec, fill de Ptolemeu, nascut a la demos àtica d'Herms. Va viure al segle iii, sota els regnats de Claudi el Gòtic, Marc Aureli Quintil, Luci Domici Aurelià, Marc Claudi Tàcit, Florià i Marc Aureli Probe, fins aproximadament el 280. Va exercir les més altes magistratures d'Atenes i fou considerat un home molt savi.
El 262 quan els gots van entrar a Grècia i van assolar moltes ciutats, es va manifestar també com a gran general, i després que els gots van entrar a la ciutat d'Atenes, va reunir un grup de voluntaris i es va fer fort als turons de la rodalia. Va fer un inesperat atac cap al Pireu i va derrotar els bàrbars.
No es coneix si va escriure cap obra de retòrica. Foci esmenta tres obres històriques: 
- 1) Τὰ μετὰ Ἀλέξανδρον, la història de Macedònia després d'Alexandre el Gran, en 4 volums
- 2) Σύντομον ἱστορία o χρονικὴ ἱστορία, història cronològica des dels temps mítics fins a Claudi II el Gòtic (268), amb almenys 12 volums, que van utilitzar els autors de la Historia Augusta.
- 3) Σκυθικά, relat de les guerres contra els gots i escites a Grècia en les que ell mateix havia lluitat.

Foci elogia l'estil i el vocabulari de Dexip, especialment en la tercera obra, i el considera un segon Tucídides. Però els fragments conservats no permeten afirmar-ho i es veu que el seu estil té totes les falles dels retòrics grecs tardans.